# Marjorie Noël
Marjorie Noël, nata Françoise Nivot (Bayeux, 25 dicembre 1945 – Parigi, 30 aprile 2000), è stata una cantante francese.
Ha partecipato all'Eurovision Song Contest 1965 con il brano Va dire à l'amour, in rappresentanza del Principato di Monaco, classificandosi al nono posto.